# مالین سوئدبرگ
مالین سوئدبرگ (انگلیسی: Malin Swedberg؛ زادهٔ ۱۵ سپتامبر ۱۹۶۸) بازیکن فوتبال اهل سوئد است.
از باشگاه‌هایی که در آن بازی کرده‌است می‌توان به دیوری گردن اشاره کرد.
وی همچنین در تیم ملی فوتبال زنان سوئد بازی کرده‌است.

## زندگی شخصی
وی با هانس اسکیلسون، دیگر بازیکن فوتبال ازدواج کرد و حاصل ازدواج آن‌ها، دو فرزند است که یکی از آن‌ها ویلیوت سوئدبرگ است که هم‌اکنون به عنوان فوتبالیست حرفه‌ای برای باشگاه فوتبال سلتاویگو در لا لیگا بازی می‌کند.